# STK4
STK4 (англ. Serine/threonine kinase 4) – білок, який кодується однойменним геном, розташованим у людей на короткому плечі 20-ї хромосоми. Довжина поліпептидного ланцюга білка становить 487 амінокислот, а молекулярна маса — 55 630.
| 10         |  | 20         |  | 30         |  | 40         |  | 50         |
| ---------- |  | ---------- |  | ---------- |  | ---------- |  | ---------- |
| METVQLRNPP |  | RRQLKKLDED |  | SLTKQPEEVF |  | DVLEKLGEGS |  | YGSVYKAIHK |
| ETGQIVAIKQ |  | VPVESDLQEI |  | IKEISIMQQC |  | DSPHVVKYYG |  | SYFKNTDLWI |
| VMEYCGAGSV |  | SDIIRLRNKT |  | LTEDEIATIL |  | QSTLKGLEYL |  | HFMRKIHRDI |
| KAGNILLNTE |  | GHAKLADFGV |  | AGQLTDTMAK |  | RNTVIGTPFW |  | MAPEVIQEIG |
| YNCVADIWSL |  | GITAIEMAEG |  | KPPYADIHPM |  | RAIFMIPTNP |  | PPTFRKPELW |
| SDNFTDFVKQ |  | CLVKSPEQRA |  | TATQLLQHPF |  | VRSAKGVSIL |  | RDLINEAMDV |
| KLKRQESQQR |  | EVDQDDEENS |  | EEDEMDSGTM |  | VRAVGDEMGT |  | VRVASTMTDG |
| ANTMIEHDDT |  | LPSQLGTMVI |  | NAEDEEEEGT |  | MKRRDETMQP |  | AKPSFLEYFE |
| QKEKENQINS |  | FGKSVPGPLK |  | NSSDWKIPQD |  | GDYEFLKSWT |  | VEDLQKRLLA |
| LDPMMEQEIE |  | EIRQKYQSKR |  | QPILDAIEAK |  | KRRQQNF    |  |            |

A: Аланін

C: Цистеїн

D: Аспарагінова кислота

E: Глутамінова кислота

F: Фенілаланін

G: Гліцин

H: Гістидин

I: Ізолейцин

K: Лізин

L: Лейцин

M: Метіонін

N: Аспарагін

P: Пролін

Q: Глутамін

R: Аргінін

S: Серин

T: Треонін

V: Валін

W: Триптофан

Кодований геном білок за функціями належить до трансфераз, кіназ, серин/треонінових протеїнкіназ, фосфопротеїнів. 
Задіяний у таких біологічних процесах, як апоптоз, ацетилювання, альтернативний сплайсинг. 
Білок має сайт для зв'язування з АТФ, нуклеотидами, іонами металів, іоном магнію. 
Локалізований у цитоплазмі, ядрі.